# László Sárosi (Wasserballspieler)
László Sárosi (* 12. Oktober 1946 in Budapest) ist ein ehemaliger ungarischer Wasserballspieler. Er war mit der ungarischen Nationalmannschaft Olympiasieger 1976, Olympiazweiter 1972 und Olympiadritter 1968. Außerdem war er Weltmeister 1973 sowie Europameister 1974.

## Karriere
Der 1,83 m große László Sárosi spielte von Jugend an bis 1980 bei Újpesti TE, mit diesem Verein gewann er 1967 die ungarische Meisterschaft.
Von 1966 bis 1978 wirkte Sárosi in 181 Länderspielen mit. Bei den Olympischen Spielen 1968 in Mexiko-Stadt verloren die Ungarn das Halbfinale gegen die Jugoslawen, siegten aber im Spiel um Bronze gegen Italien. Sárosi warf insgesamt sieben Tore, davon zwei im Halbfinale. Bei der Europameisterschaft 1970 in Barcelona gewannen die Ungarn ihre Vorrundengruppe vor der Mannschaft aus den Niederlanden. In der Finalrunde belegten die Ungarn den zweiten Platz hinter der sowjetischen Mannschaft und vor den Jugoslawen.
Bei den Olympischen Spielen 1972 gewannen die Ungarn die Silbermedaille hinter der sowjetischen Mannschaft, die wegen der besseren Tordifferenz Gold erhielt. Sárosi warf im Turnierverlauf acht Tore. 1973 fand in Belgrad die erste Weltmeisterschaft im Wasserball statt. Die Ungarn gewannen den Titel vor der sowjetischen Mannschaft. Auch 1974 bei der Europameisterschaft in Wien siegten die Ungarn vor der sowjetischen Mannschaft. Im Jahr darauf erreichten bei der Weltmeisterschaft in Cali nur vier Mannschaften die Endrunde. Die sowjetische Mannschaft gewann Gold vor der ungarischen Mannschaft. Zum Abschluss seiner Karriere erzielte Sárosi bei den Olympischen Spielen 1976 drei Treffer, davon je einen in den letzten beiden Spielen der Finalrunde. Beim Turnier in Montreal gewann die ungarische Mannschaft die Goldmedaille vor den Italienern.
Nach seiner aktiven Laufbahn war László Sárosi als Tierarzt tätig.